# بنگت فالکویست
بنگت فالکویست (سوئدی: Bengt Fahlqvist؛ ۱۵ آوریل ۱۹۲۲ – ۷ مارس ۲۰۰۴) کشتی‌گیر اهل سوئد بود.
وی در مسابقات کشوری و بین‌المللی در مجموع برندهٔ ۱ مدال طلا، ۱ مدال برنز شده‌است.